# 19443 Yanzhong
19443 Yanzhong este un asteroid din centura principală de asteroizi.

## Descriere
19443 Yanzhong este un asteroid din centura principală de asteroizi. A fost descoperit pe 31 martie 1998 la Socorro, New Mexico, în cadrul proiectului LINEAR. Asteroidul prezintă o orbită caracterizată de o semiaxă mare de 2,33 ua, o excentricitate de 0,14 și o înclinație de 5,1° în raport cu ecliptica.